# 2007年11月臺灣
| << | 2007年11月 （民國96年） | >> |    |    |    |    |
| \| 日 \| 一 \| 二 \| 三 \| 四 \| 五 \| 六 \| \| \| \| \| \| 1 \| 2 \| 3 \| \| 4 \| 5 \| 6 \| 7 \| 8 \| 9 \| 10 \| \| 11 \| 12 \| 13 \| 14 \| 15 \| 16 \| 17 \| \| 18 \| 19 \| 20 \| 21 \| 22 \| 23 \| 24 \| \| 25 \| 26 \| 27 \| 28 \| 29 \| 30 \| \| \| \| \| \| \| \| \| \| |                         |    |    |    |    |    |
| 臺灣新聞動態／維基新聞 |                         |    |    |    |    |    |
| 世界／中国大陆／臺灣 |                         |    |    |    |    |    |
| 日 | 一                      | 二 | 三 | 四 | 五 | 六 |
| |                         |    |    | 1  | 2  | 3  |
| 4 | 5                       | 6  | 7  | 8  | 9  | 10 |
| 11 | 12                      | 13 | 14 | 15 | 16 | 17 |
| 18 | 19                      | 20 | 21 | 22 | 23 | 24 |
| 25 | 26                      | 27 | 28 | 29 | 30 |    |
| |                         |    |    |    |    |    |

## 2007年11月
- 11月1日，國防部官員表示，因為兵源不足，遞減中的義務役男需求量將調整，明年將修改扁平足、近視和身高體重等體位標準，增加五千役男入伍。此外，國防部也計畫暫停辦理「常備役體位役男以專長改服替代役」措施，以增加兵源。[1]
- 11月1日，亞東關係協會與日本交流協會完成台日新航約修約簽署，日本正式指定日本航空及全日空飛航台日航線，專為飛航台日航線成立的日亞航走入歷史；長榮航空取得新增的台北至宮崎、小松兩條定期航線航權，復興航空及遠東航空亦取得台日包機航權；台北至大阪航線可延遠至美國。[2]
- 11月6日，經過行政院「穩定物價工作小組」開會討論，從2007年7月起實施、攸關民生物價走向的浮動油價機制，油價上漲之凍結上限將由現行的15%調整為12%，並於12月1日開始實施。
- 11月7日，行政院於今日院會中通過《地方制度法》修正草案，議定多項攸關地方自治之重要法令。[3]
  - 取消鄉、鎮、縣轄市自治：未來鄉鎮市長將改為官派，鄉鎮市長選舉、鄉鎮市民代表將被廢除。
  - 未來各縣市政府的一級主管將全數改由縣市長派任。此外，下一屆縣市長（2009年選出）任期計畫延長為五年。
  - 增訂縣（市）合併改制直轄市的程序及相關配套規範，如果順利完成立法程序，台中縣市將成為首批適用者。[4]
- 11月16日，2006年高雄市長選舉訴訟案經高雄高分院二審宣判，選舉無效之訴部分，維持一審判決；至於當選無效之訴部分則遭到駁回，陳菊仍當選有效，全案宣告定讞。[5]
- 11月16日，台鐵南迴線連續破壞事件經高雄高分院二審宣判，判處李泰安有期徒刑18年，諭令新台幣20萬元交保候傳。[6]
- 11月16日，2007年世界盃棒球賽八強賽，台灣在經過11局延長加賽後以3:6不敵荷蘭，僅能參與五至八名名次賽。
- 11月18日，2007年世界盃棒球賽名次賽，台灣以5:9不敵墨西哥，僅獲得第八名。[7]
- 11月19日，台灣駐世界貿易組織代表團對世界貿易組織上訴機構法官任命案納入議程表示反對，其中包括首位中國籍法官張月姣，該會議因此被迫無限期休會。[8]
- 11月22日，台中市北屯國小爆發桿菌性痢疾群聚感染，已有11名學生確定感染，逾百名學生出現疑似症狀，距離首例病發時間已達兩週。[9]
- 11月28日，國防部長李天羽於立法院公開表示，面對中國發動對台作戰，國軍單獨作戰「必敗」，但解放軍亦將損失超過60%以上的侵台主戰兵力。[10]
- 11月29日，台灣中油公司對不願公開自8月便已經得知台北市恆加加油站販賣參雜甲醇的假汽油，且持續售油至今一事公開道歉，並宣布即日起停止售油給恆加加油站。